# Warehorne
Warehorne – wieś w Anglii, w hrabstwie Kent, w dystrykcie Ashford. Leży 32 km na południowy wschód od miasta Maidstone i 84 km na południowy wschód od centrum Londynu. W 2001 miejscowość liczyła 374 mieszkańców.